# Vanderhorstia
Vanderhorstia là một chi của Họ Cá bống trắng.

## Các loài
Chi này hiện hành có các loài sau đây được ghi nhận:* Vanderhorstia ambanoro Fourmanoir, 1957 (Ambanoro prawn-goby)
- Vanderhorstia atriclypea Garman, 1903 [1]
- Vanderhorstia attenuata J. E. Randall, 2007 (Tapertail shrimpgoby)
- Vanderhorstia auronotata J. E. Randall, 2007 (Gold-marked shrimpgoby)
- Vanderhorstia auropunctata Tomiyama, 1955
- Vanderhorstia bella D. W. Greenfield & Longenecker, 2005
- Vanderhorstia belloides J. E. Randall, 2007 (Bella shrimpgoby)
- Vanderhorstia cyanolineata T. Suzuki & I. S. Chen, 2014 [2]
- Vanderhorstia delagoae Barnard, 1937 (Candystick Goby)
- Vanderhorstia dorsomacula J. E. Randall, 2007 (Dorsalspot shrimpgoby)
- Vanderhorstia flavilineata G. R. Allen & Munday, 1995 (Yellow-lined shrimpgoby)
- Vanderhorstia fulvopelvis T. Suzuki & I. S. Chen, 2014 [2]
- Vanderhorstia hiramatsui Iwata, Shibukawa & Ohnishi, 2007
- Vanderhorstia kizakura Iwata, Shibukawa & Ohnishi, 2007
- Vanderhorstia lepidobucca G. R. Allen, Peristiwady & Erdmann, 2014 (Scalycheek shrimpgoby) [3]
- Vanderhorstia longimanus M. C. W. Weber, 1909
- Vanderhorstia macropteryx V. Franz, 1910 (Bigfin shrimpgoby)
- Vanderhorstia mertensi Klausewitz, 1974 (Mertens' prawn-goby)
- Vanderhorstia nannai R. Winterbottom, Iwata & Kozawa, 2005 (Moon-spotted shrimp goby)
- Vanderhorstia nobilis G. R. Allen & J. E. Randall, 2006 (Majestic shrimpgoby)
- Vanderhorstia opercularis J. E. Randall, 2007
- Vanderhorstia ornatissima J. L. B. Smith, 1959 (Ornate prawn-goby)
- Vanderhorstia papilio Shibukawa & T. Suzuki, 2004 (Butterfly shrimpgoby)
- Vanderhorstia phaeosticta J. E. Randall, K. T. Shao & J. P. Chen, 2007 (Yellowfoot shrimpgoby)
- Vanderhorstia puncticeps S. M. Deng & G. Q. Xiong, 1980
- Vanderhorstia rapa Iwata, Shibukawa & Ohnishi, 2007
- Vanderhorstia steelei J. E. Randall & Munday, 2008 [4]
- Vanderhorstia wayag G. R. Allen & Erdmann, 2012